# Eriogonum tenellum
Eriogonum tenellum là một loài thực vật có hoa trong họ Rau răm. Loài này được Torr. mô tả khoa học đầu tiên năm 1828.